# Gotham Award/Beste Darstellerin
Der Gotham Award in der Kategorie Beste Darstellerin (englisch Best Actress) wird seit 2013 verliehen. Zuvor war von 1991 bis 2004 ein nicht nach Geschlechtern getrennter Darstellerpreis ohne Zuordnung zu einem bestimmten Film vergeben worden. Die Nominierungen in den Kategorien Beste Darstellerin und Bester Darsteller werden von einem fünfköpfigen, mehrheitlich aus Filmkritikern bestehenden Komitee bestimmt.
2014 stimmte die Preisträgerin mit der Oscar-Gewinnerin in der Kategorie Beste Hauptdarstellerin im Folgejahr überein.

## Preisträgerinnen
2013
Brie Larson – Short Term 12
- Cate Blanchett – Blue Jasmine
- Scarlett Johansson – Don Jon
- Amy Seimetz – Upstream Color
- Shailene Woodley – The Spectacular Now – Perfekt ist jetzt (The Spectacular Now)

2014
Julianne Moore – Still Alice – Mein Leben ohne Gestern (Still Alice)
- Patricia Arquette – Boyhood
- Scarlett Johansson – Under the Skin
- Gugu Mbatha-Raw – Beyond the Lights
- Mia Wasikowska – Spuren (Tracks)

2015
Bel Powley – The Diary of a Teenage Girl
- Cate Blanchett – Carol
- Blythe Danner – I’ll See You in My Dreams
- Brie Larson – Raum (Room)
- Lily Tomlin – Grandma
- Kristen Wiig – Welcome to Me

2016
Isabelle Huppert – Elle
- Kate Beckinsale – Love & Friendship
- Annette Bening – Jahrhundertfrauen (20th Century Women)
- Ruth Negga – Loving
- Natalie Portman – Jackie: Die First Lady (Jackie)

2017
Saoirse Ronan – Lady Bird
- Melanie Lynskey – Fremd in der Welt (I Don’t Feel at Home in This World Anymore)
- Haley Lu Richardson – Columbus
- Margot Robbie – I, Tonya
- Lois Smith – Marjorie Prime

2018
Toni Collette – Hereditary – Das Vermächtnis (Hereditary)
- Glenn Close – Die Frau des Nobelpreisträgers (The Wife)
- Kathryn Hahn – Private Life
- Regina Hall – Support the Girls
- Michelle Pfeiffer – Where Is Kyra?

2019
Awkwafina – The Farewell
- Elisabeth Moss – Her Smell
- Mary Kay Place – Diane
- Florence Pugh – Midsommar
- Alfre Woodard – Clemency

2020
Nicole Beharie – Miss Juneteenth
- Jessie Buckley – I’m Thinking of Ending Things
- Carrie Coon – The Nest
- Frances McDormand – Nomadland
- Yoon Yeo-jeong – Minari – Wo wir Wurzeln schlagen (Minari)